# Kościół Braterski
Kościół Braterski (cz. Církev bratrská) – protestancki kościół ewangelikalny w Czechach i na Słowacji, poprzednio noszący nazwę Kościół Czeskobraterski i działający na terytorium całej Czechosłowacji. Po II wojnie światowej w okresie istnienia CSRS należały do niego zaolziańskie zbory wywodzące się z zielonoświątkowego Związku Stanowczych Chrześcijan na Śląsku Cieszyńskim.

## Historia
Kościół zapoczątkowany został pod nazwą Wolny Kościół Reformowany (Svobodná církev reformovaná, WKR) i powstał w 1882 w Czechach w wyniku połączenia się dwóch wolnych Kościołów reformowanych, u podstaw działalności których leżała akcja misyjna Wolnego Kościoła Szkocji (ang. Free Church of Scotland). W 1918 WKR ze względów teologicznych i pobożnościowych odmówił połączenia się z powstającym Ewangelickim Kościołem Czeskobraterskim i przyjął wówczas nazwę Jednota Czeskobraterska (Jednota českobratrská) nawiązującą do spuścizny prereformacji czeskiej (bracia czescy) i Jana Husa, mimo braku związków genetycznych z tym prądem protestantyzmu.
W latach 50. XX wieku do Kościoła przyłączono znajdujące się na terytorium CSRS zbory Związku Stanowczych Chrześcijan, skupiające w przeważającej części polskojęzycznych wiernych. Ze względu na znaczącą liczbę Polaków i Słowaków w swym gronie, w 1967 Kościół zmienił nazwę na obecną w brzmieniu: Kościół Braterski (Církev bratrská).
W związku z podziałem Czechosłowacji w 1993, nastąpił również podział Kościoła Braterskiego na dwie odrębne denominacje w Czechach i Słowacji.

## Doktryna i praktyka
Kościół Braterski w Czechach i Kościół Braterski na Słowacji utożsamiają się z trynitaryzmem i chrystologią wyrażoną w ekumenicznych wyznaniach wiary, w tym w credo nicejsko-konstantynopolitańskim. Wyznają protestancką naukę o zbawieniu. Zbory posiadają szeroką autonomię, w demokratyczny sposób wybierają duchownych. Chrzest udzielany jest zarówno niemowlętom, jak i dorosłym. Eucharystia rozdzielana jest wszystkim wiernym w formie chleba i wina.

## Statystyka i współpraca międzynarodowa
W 2001 Kościół Braterski liczył 9931 członków w Czechach i 3217 w Słowacji. Składa się z autonomicznych zborów, ponad 70 w Czechach i kilkunastu w Słowacji. W 2013 Kościół Braterski w Czechach liczył ponad 10 000 wiernych (7185 pełnoprawnych członków i 2999 sympatyków, w tym dzieci), skupionych w 76 zborach.
Oba Kościoły są jednocześnie członkami Światowej Wspólnoty Kościołów Reformowanych i Międzynarodowa Federacja Wolnych Kościołów Ewangelikalnych.
W okresie Polski Ludowej Kościół miał partnerskie stosunki ze Zjednoczonym Kościołem Ewangelicznym w PRL.

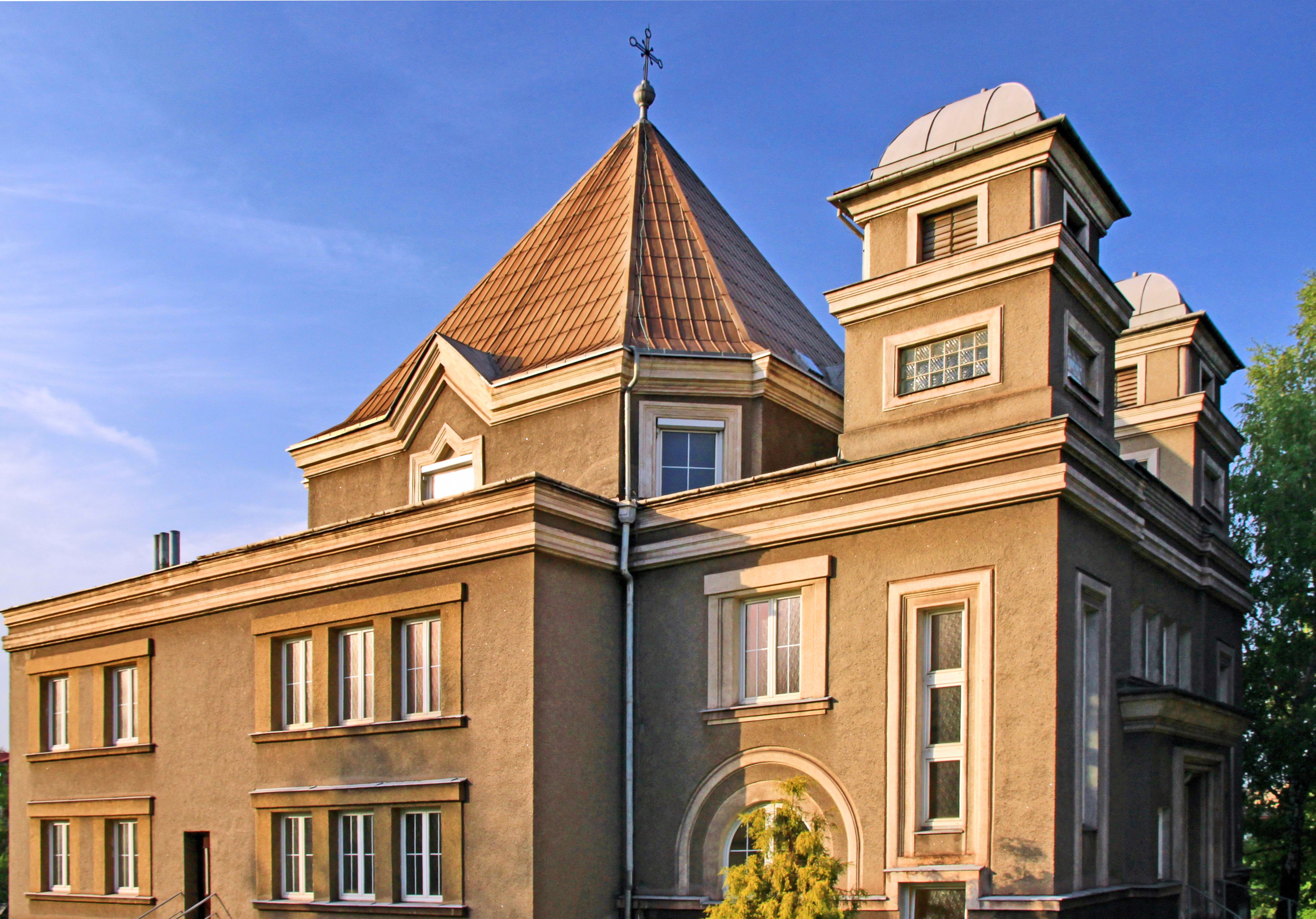
Dom zborowy Kościoła Braterskiego w Czeskim Cieszynie
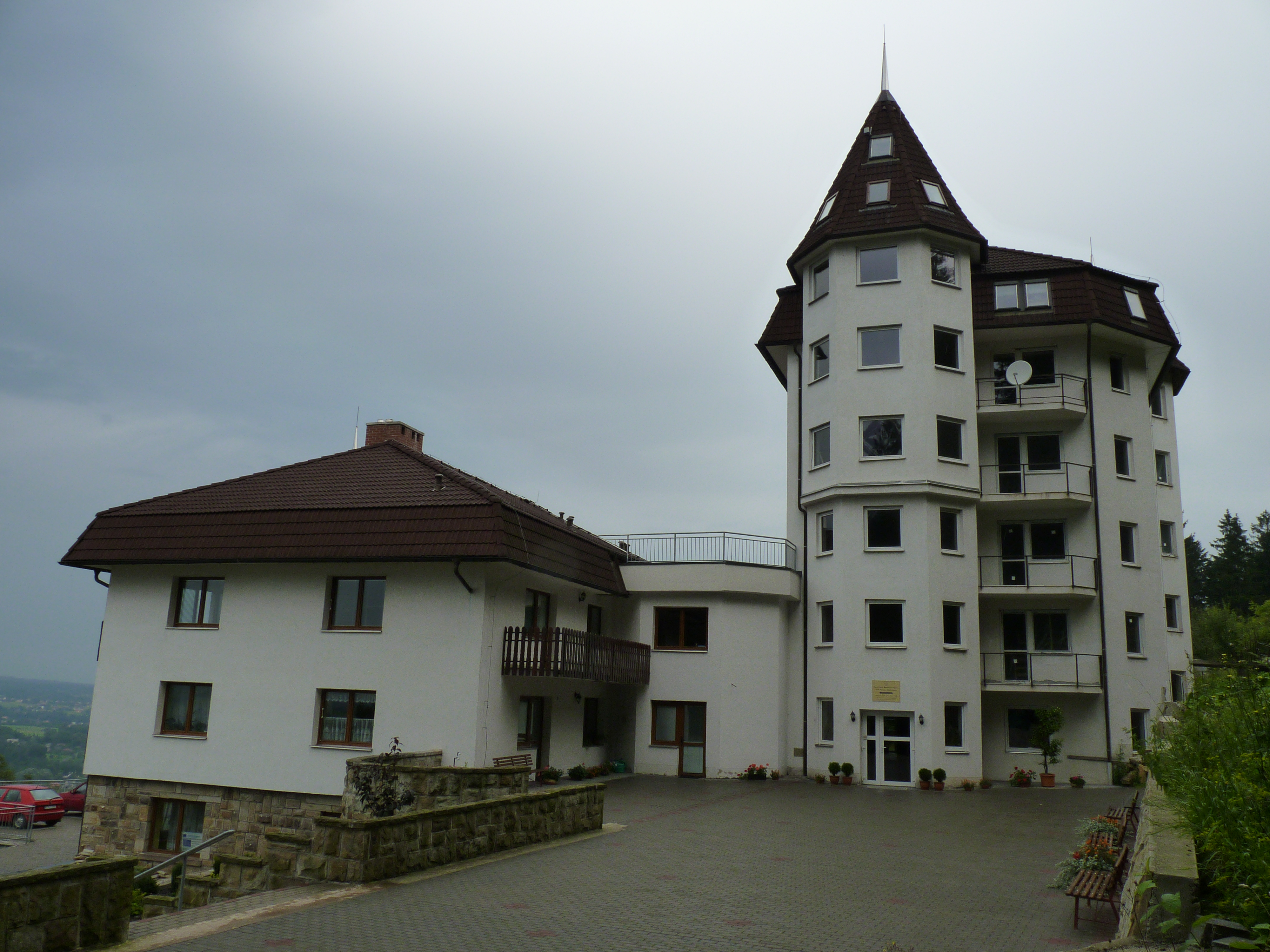
Dom zborowy Kościoła Braterskiego w Gródku
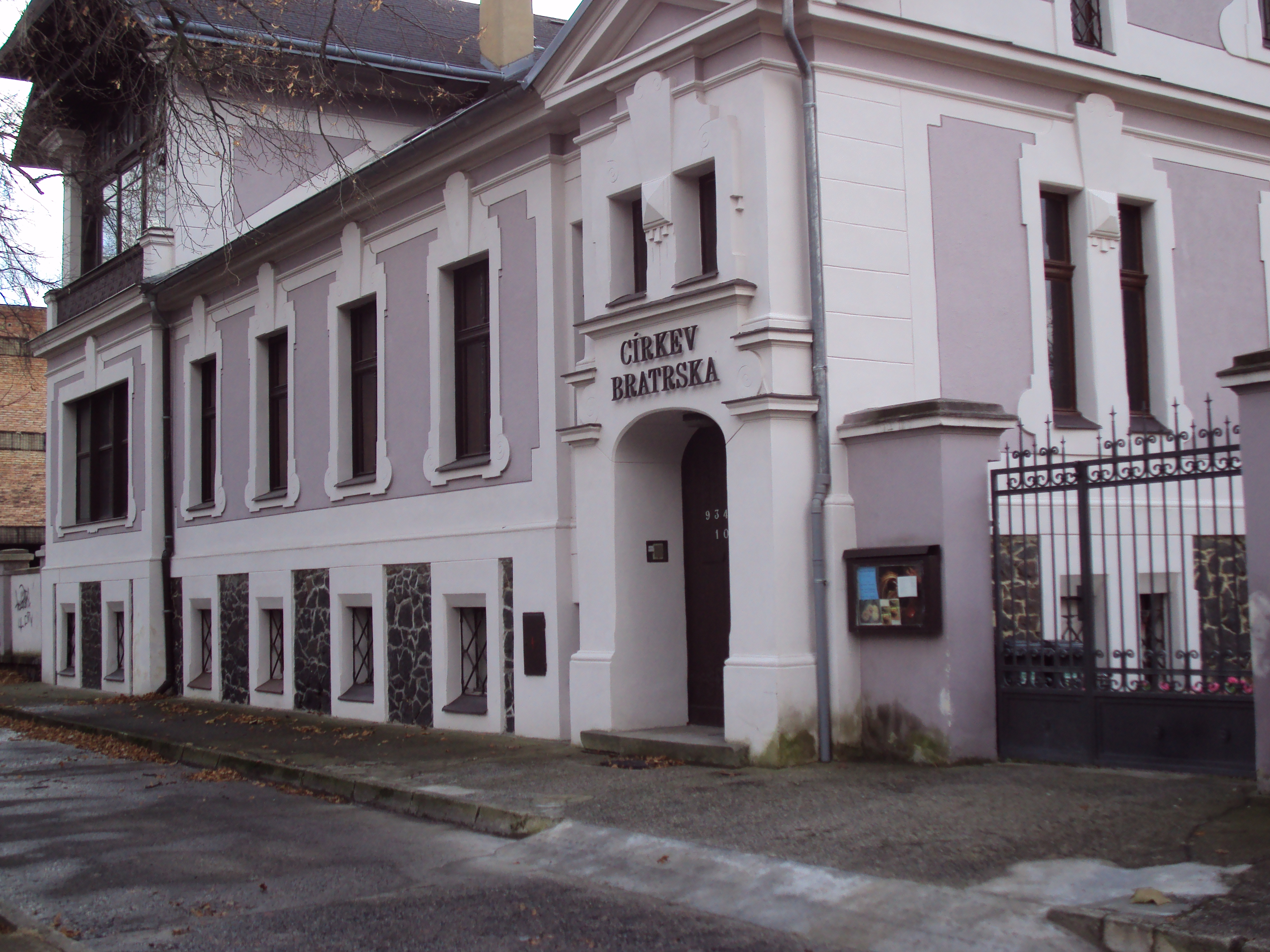
Dom zborowy Kościoła Braterskiego w Cieplicach
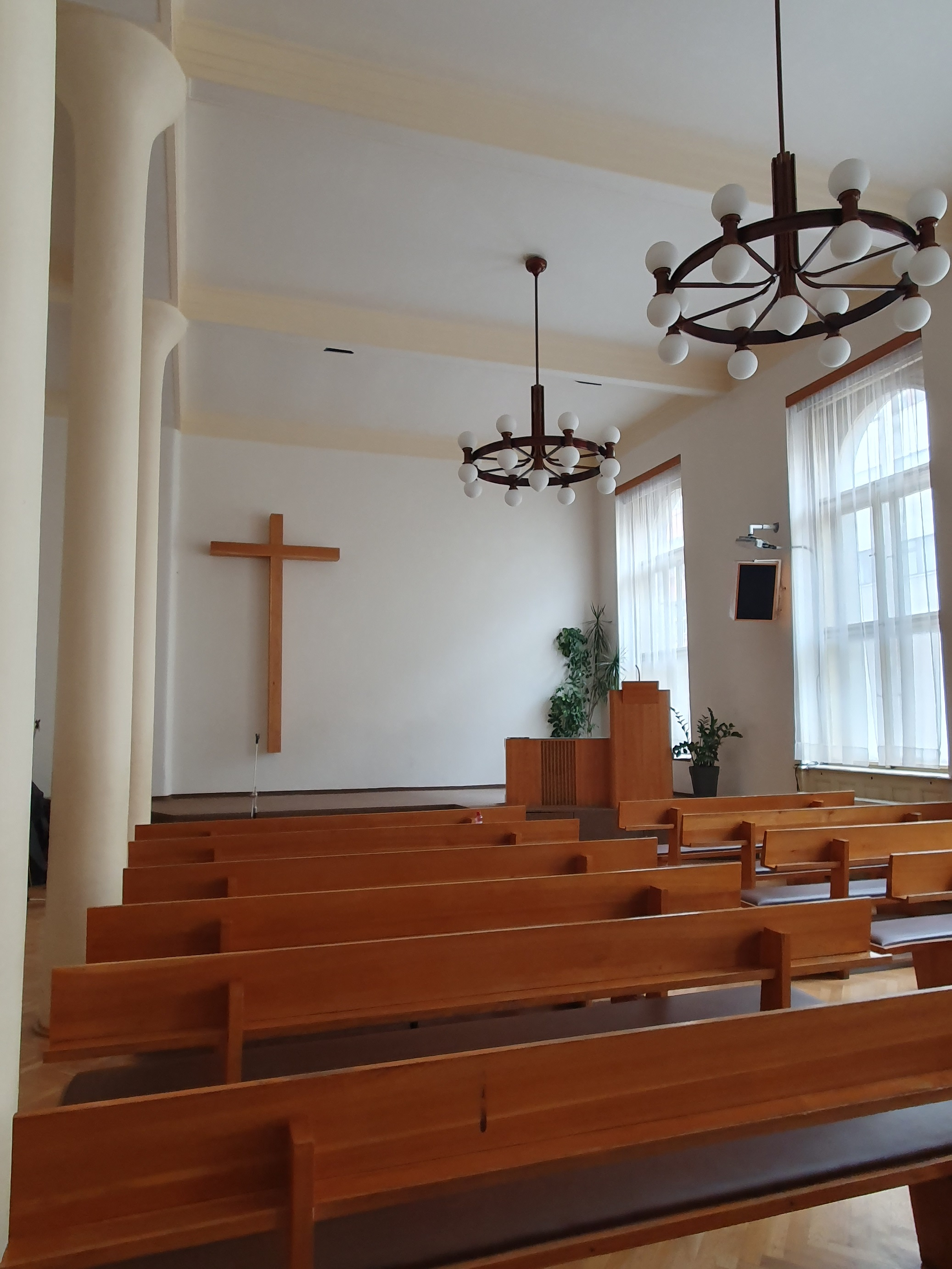
Wnętrze domu zborowego w Pradze-Vinohradach